# Gottlob Groß
Gottlob Friedrich Groß (* 26. März 1811 in Hohenleuben; † 27. Oktober 1877 ebenda) war ein deutscher Glasermeister und Politiker.

## Leben
Groß war der Sohn des Glasermeisters Christian Gottlob Groß und dessen Ehefrau Anna Rosina geborene Hösselbarth. Groß, der evangelisch-lutherischer Konfession war, heiratete am 28. September 1835 in Hohenleuben in erster Ehe Johanna Christiana Keller (* 9. Mai 1811 in Hohenleuben; † 19. April 1862 ebenda), die Tochter des Strumpfwirkers Christian Gottfried Kellner. Am 31. Mai 1863 heiratete er in zweiter Ehe in Hohenleuben Emilie Antonia Heinze verw. Dietel (* 30. April 1821 in Hohenleuben), die Tochter des fürstlichen Amtsrichters Johann Karl Gottfried Heinze und Witwe des Strumpfwirkermeisters Christian Gottlob Dietel. Gustav Groß ist sein Bruder.
Groß machte eine Glaserlehre und war Glasermeister in Hohenleuben.
Vom 27. August bis zum 11. September 1849 und vom 18. Oktober bis zum 21. Dezember 1849 war er als Stellvertreter für Ludwig Fuchs  Mitglied im Landtag Reuß jüngerer Linie.